# 別列濟夫卡 (柳巴爾區)
49°46′25″N 27°51′0″E / 49.77361°N 27.85000°E
別列濟夫卡（烏克蘭語：Березівка）是烏克蘭北部的村莊，隸屬日托米爾州的日托米爾區。該村面積25.77平方公里，海拔高度275米，2001年人口970，人口密度每平方公里37.64人。